# آدم جونسون (لاعب كرة قدم)

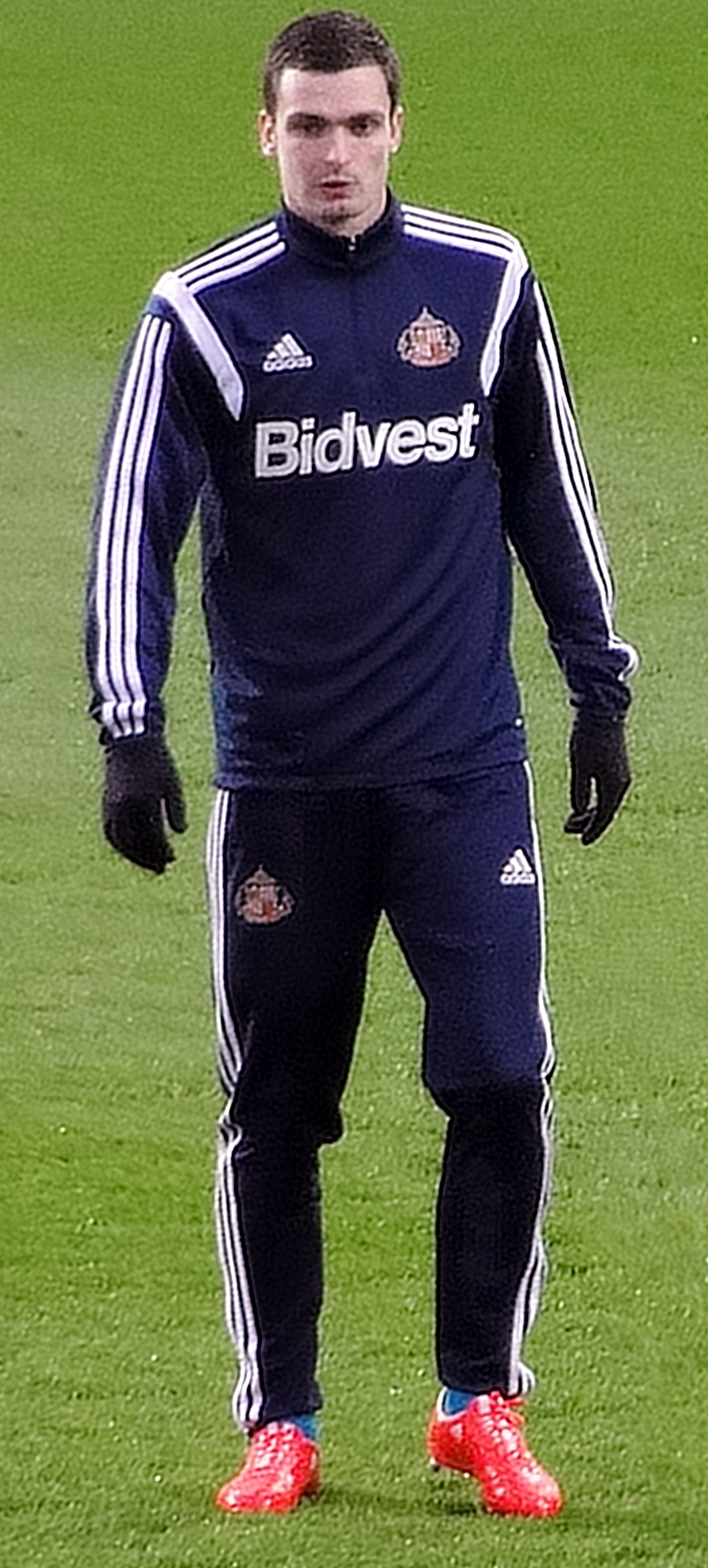

آدم جونسون (بالإنجليزية: Adam Johnson) من مواليد 14 يوليو 1987 في سندرلاند في إنجلترا، لاعب كرة قدم إنجليزي.
و قد بدأ باللعب مع نادي ميدلزبره في عام 2001. وفي عام 2006 أعير إلى نادي ليدز يونايتد، ولعب معهم 5 مباريات. وقد أنتقل الاعب آدم جونسون إلى نادي مانشستر سيتي الإنجليزي من فريقة السابق نادي ميدلزبره في يناير 2010. لعب للمنتخب مباراة واحدة ودية.
في تاريخ 24 مارس 2016، تم الحكم عليه بالسجن لمدة 6 سنوات بداعي اغتصاب فتاة قاصر، وبعد هذه الحادثة، تم فسخ عقدة مع نادي سندرلاند وشركة أديداس.

## وصلات خارجية
- آدم جونسون على موقع الاتحاد الأوربي (الإنجليزية)
- آدم جونسون على موقع قاعدة بيانات كرة القدم.إي يو (الإنجليزية)
- آدم جونسون على موقع ليكيب (الفرنسية)
- آدم جونسون على موقع ناشيونال فوتبول تيمز (الإنجليزية)
- آدم جونسون على موقع Soccerbase.com (لاعب) (الإنجليزية)
- آدم جونسون على موقع Soccerway.com (الإنجليزية)
- آدم جونسون على موقع عالم كرة القدم.نت (الإنجليزية)
- آدم جونسون على موقع أوليمبيديا (الإنجليزية)
- آدم جونسون على موقع AS.com (الإسبانية)